# Onufry Zagłoba

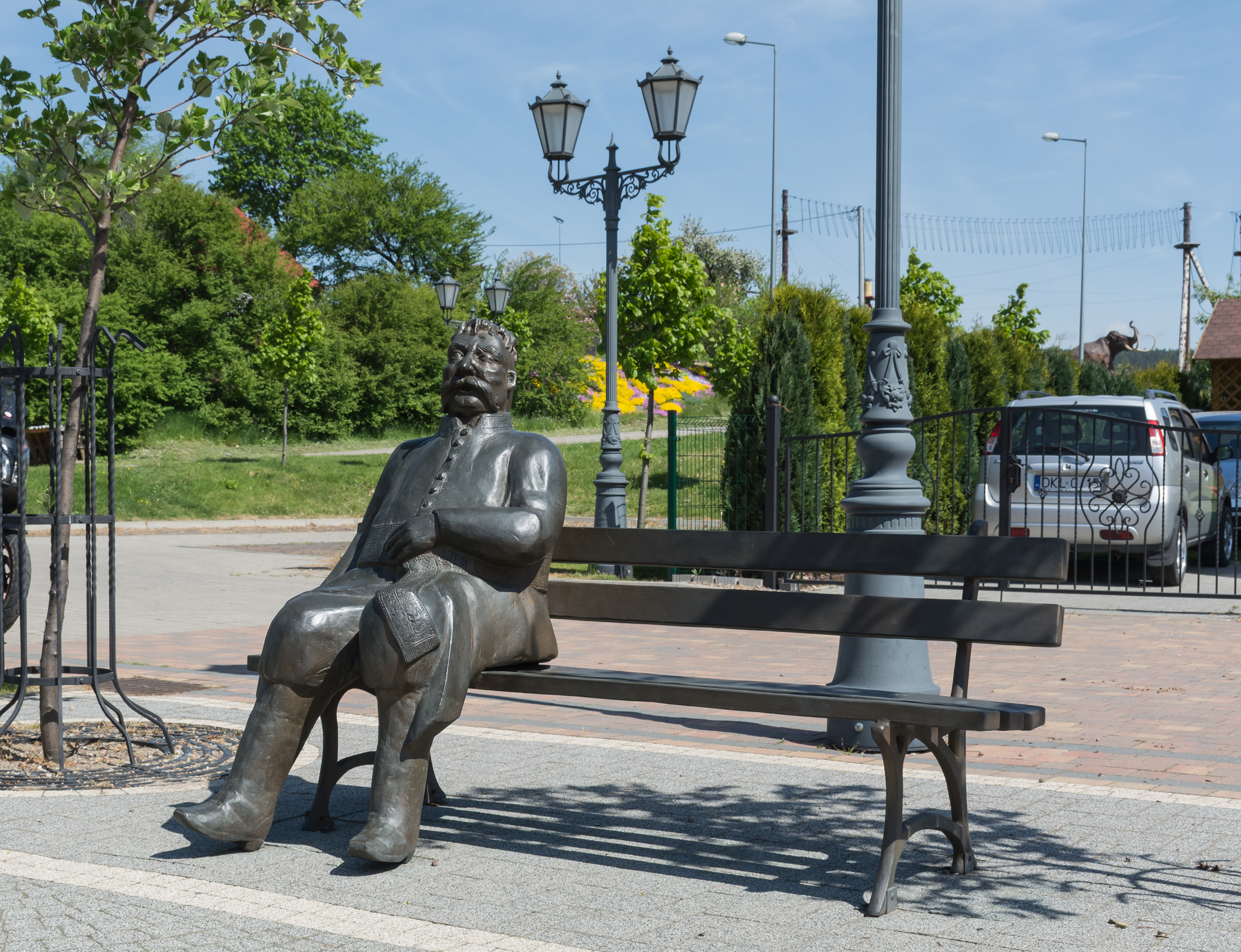
Ławeczka Zagłoby w Szczytnej

(Jan) Onufry Zagłoba herbu Wczele – postać literacka stworzona przez Henryka Sienkiewicza w Trylogii. Jest on ucieleśnieniem stereotypu polskiego szlachcica: przejawia skłonność do trunków, tromtadracji, mitomanii. Cechują go wierność wobec towarzyszy, patriotyzm, dobroduszność i pomysłowość, która często ratuje go z opresji (słynne fortele). W kluczowych momentach uczestniczy w walnych bitwach ramię w ramię z towarzyszami. Dzięki tej wielowarstwowości jest jedną z najbarwniejszych postaci powieści i wprowadza do fabuły dużą dozę humoru.
W całej Trylogii imię pana Zagłoby występuje tylko trzy razy: na początku przedstawia się imieniem Jan, jednak uciekając z Heleną Kurcewiczówną w przebraniu dziada przybiera imię Onufry ("Zwij mnie waćpanna Onufrij, gdyż to jest moje dziadowskie imię") i tym imieniem zostaje w "Panu Wołodyjowskim" przywitany przez załogę Chreptiowa ("Niech nam żyje wielmożny Onufry Zagłoba, wszelkiego kawalerstwa największa ozdoba ").
Bolesław Prus skrytykował kreację postaci Zagłoby, pisząc:

Zagłoba to wielka figura, najznakomitsza w powieści, lecz nierealna. Można bowiem posiadać w sobie pierwiastki z Falstaffa i z Ulissesa, ale nie można być obydwoma razem.

Dalej Prus nazywa Zagłobę „sfinksem z łbem wieprza”.

## Dzieje postaci

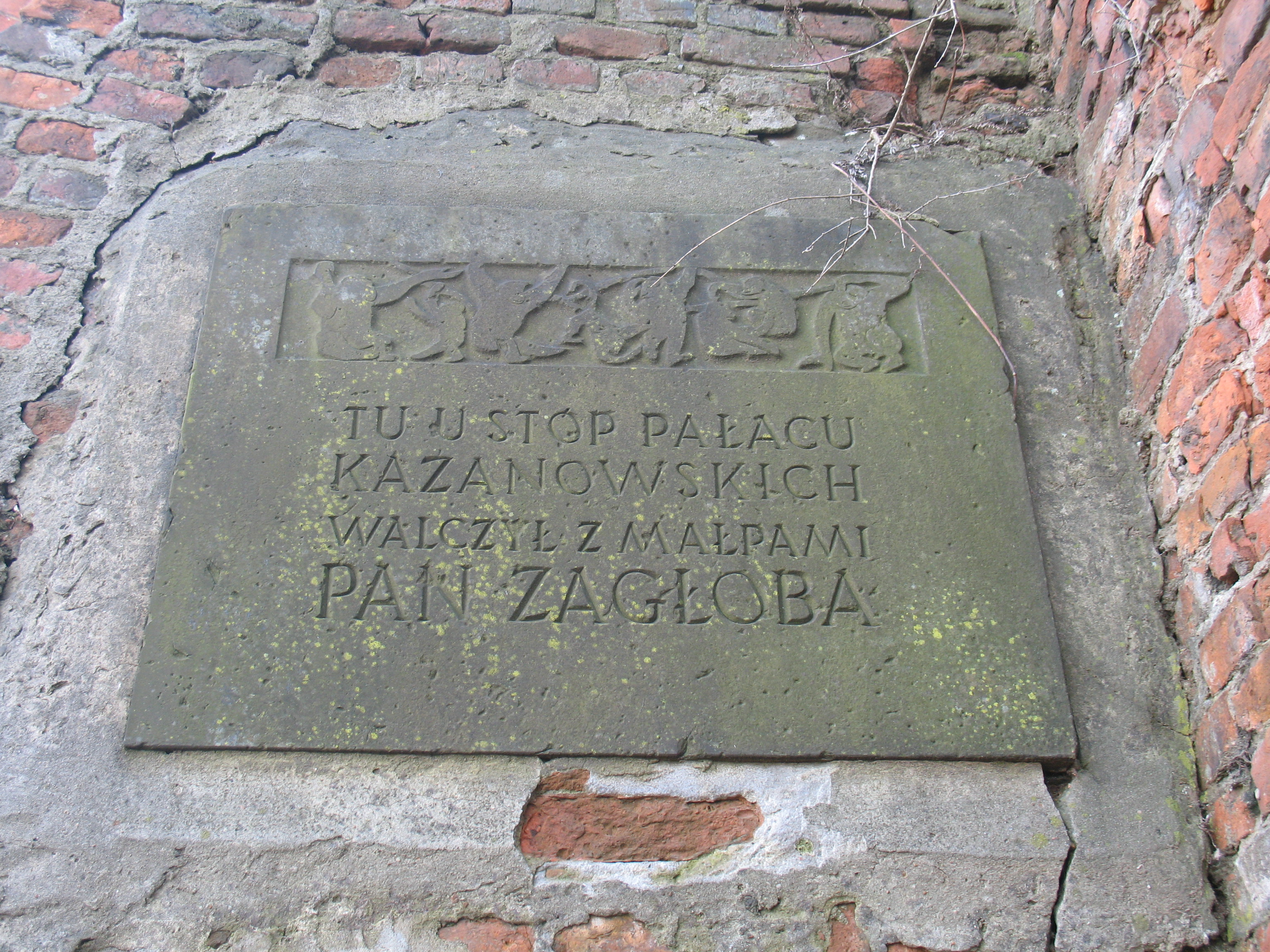
Tablica upamiętniająca opisaną w Potopie walkę Zagłoby z małpami w ogrodach Pałacu Kazanowskich w Warszawie.

Pojawia się już na początku Ogniem i mieczem w karczmie w Czehryniu i od razu daje się poznać jako hulaka i pijaczyna. O jego wcześniejszych przygodach wiadomo niewiele, ze wzajemnie ze sobą sprzecznych i często nieprawdopodobnych autorelacji. Twierdzi, że przemierzył wiele krajów, szczególnie na wschód od terenów Rzeczypospolitej, mówi m.in. o Krymie, Galacji, Azji Mniejszej i Ziemi Świętej. W dalszym rozwoju akcji jest jednym z głównych bohaterów. Masakra Kurcewiczów, dokonana przez Bohuna, budzi w nim poczucie przyzwoitości. Wykrada Helenę Kurcewiczównę z rąk Kozaka i ucieka z nią w przebraniu przez ziemie ogarnięte powstaniem Chmielnickiego. Zaskarbia sobie tym dozgonną wdzięczność Heleny i Skrzetuskiego, którzy niejako „adoptują” go i tytułują „ojcem”. Razem z Michałem Wołodyjowskim, Longinem Podbipiętą i Janem Skrzetuskim tworzą kompanię przyjaciół i przeżywają wiele przygód. Bierze udział w obronie Zbaraża, gdzie m.in. wsławia się zabiciem dowódcy kozackiego – Burłaja.
W Potopie pierwszy okrzykuje Janusza Radziwiłła zdrajcą. Potem wsławia się uwolnieniem siebie i towarzyszy z niewoli księcia, podszywając się pod wuja oficera Rocha Kowalskiego i upijając go. Przyłącza się u boku Michała Wołodyjowskiego i Skrzetuskich do konfederatów. Bywa zawsze blisko dowódców, m.in. Czarnieckiego i Zamoyskiego. U szczytu powodzenia zostaje wybrany regimentarzem. Szanowany za pomysły, inteligencję i bystre maksymy, np. gdy Karol Gustaw chciał oddać Zamoyskiemu województwo lubelskie w dziedziczne władanie za otworzenie bram Zamościa, Zagłoba podpowiedział Zamoyskiemu: Ofiaruj, wasza dostojność, królowi szwedzkiemu w zamian Niderlandy.
W Panu Wołodyjowskim jest już dość wiekowym szlachcicem, który najpierw fortelem wydobywa Michała Wołodyjowskiego z zakonu i pomaga mu w powrocie do rycerskiego życia, potem zaś towarzyszy Michałowi i jego małżonce, Basi w życiu w Chreptiowie, na rubieżach Rzeczypospolitej.
Zagłoba występuje również w krótkiej, obecnie zapomnianej komedii Sienkiewicza Zagłoba swatem oraz w opowiadaniu Toast. Oba te utwory są treścią luźno związane z „Trylogią”.

## Geneza postaci
Marceli Kosman wywodzi postać Zagłoby od postaci z literatury światowej: homerowskiego Odyseusza, Pyrgopolinika z komedii Żołnierz samochwał Plauta, a przede wszystkim Johna Falstaffa z trzech sztuk Szekspira. Oprócz tego pewnych wzorów pisarzowi dostarczyli jego znajomi: poznany w USA emigrant – kapitan Rudolf Korwin Piotrowski, teść Kazimierz Szetkiewicz oraz warszawski dziennikarz Władysław Olendzki.
Wcześniej w literaturze polskiej postać szlachcica Zagłoby wprowadził w 1875 roku Józef Ignacy Kraszewski w powieści Starosta warszawski; skarbnik Zagłoba reprezentuje u niego typ szczerego, prostolinijnego szlachcica z prowincji, a przy tym uważnego i krytycznego obserwatora wydarzeń politycznych, patrioty i dowcipnisia o kąśliwym języku, przywiązanego do rodzimych obyczajów i tradycji. Odniesienia do kresowej rodziny (rodu) Zagłobów Kraszewski zawarł również w powieści Infantka (1884), kreując postać Dosi (Doroty) Zagłobianki, utalentowanej i wiernej dwórki królewny Anny Jagiellonki, która ostatecznie zdradza bliskie osoby i sprawę ogółu, stając się przygodną francuską kochanką.

## Charakterystyka postaci
Postać Zagłoby pojawia się w 1647 roku, opisana z wyglądu jako:

(...) gruby szlachcic, który miał bielmo na jednym oku, a na czole dziurę wielkości talara, przez którą świeciła naga kość.

Według M. Kosmana Zagłoba zbliżał się wtedy do siedemdziesiątego roku życia. W Panu Wołodyjowskim, którego akcja rozpoczyna się w roku 1668, ma prawdopodobnie 80–90 lat:

Mój mospanie! Kiedym siedemdziesiąty siódmy rok począł, ckliwo mi jakoś było na sercu, że to dwie siekiery nad karkiem wisiały; ale gdy mi ośmdziesiąty rok minął, taki duch we mnie wstąpił, że mi jeszcze żeniaczka po głowie chodziła.

(...) quod attinet protekcji, to w moim wieku podobno boska najpotrzebniejsza, bo mi pod dziewięćdziesiąt lat.

## Odtwórcy roli Jana Onufrego Zagłoby
- 1914 – Obrona Częstochowy (reż. Edward Puchalski) – Aleksander Zelwerowicz
- 1915 – Potop (reż. Piotr Czardynin) – Aleksandr Chieruwimow
- 1962 – Col ferro e col fuoco (reż. Fernando Cerchio) – Akim Tamiroff
- 1969 – Pan Wołodyjowski (reż. J. Hoffman) – Mieczysław Pawlikowski
- 1969 – Przygody pana Michała (serial) (reż. P. Komorowski) – Mieczysław Pawlikowski
- 1974 – Potop (reż. J. Hoffman) – Kazimierz Wichniarz
- 1999 – Ogniem i mieczem (reż. J. Hoffman) – Krzysztof Kowalewski